# 1934 en Lorraine
Chronologie de la Lorraine
- 1930
- 1931
- 1932
- 1933
- 1934
- 1935
- 1936
- 1937
- 1938

Cette page est une liste d'événements qui se sont produits durant l'année 1934 en Lorraine.

## Éléments de contexte
- De 1929 à 1934 est édifiée la ligne Maginot destinée à protéger la frontière de la France d'une attaque allemande[1].
- La grande dépression conduit à une situation sociale dégradée. Des marches de la faim ont lieu entre marches de la faim et Lunéville, de Neuves-Maisons à Nancy[1].

## Événements

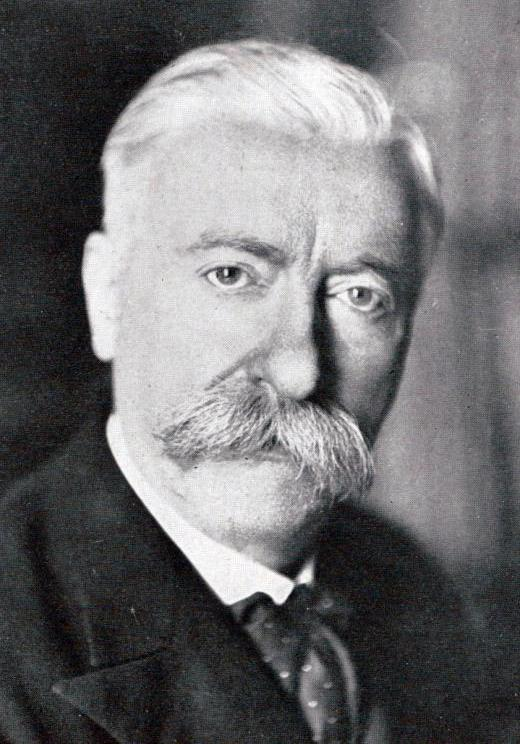
Louis Marin.

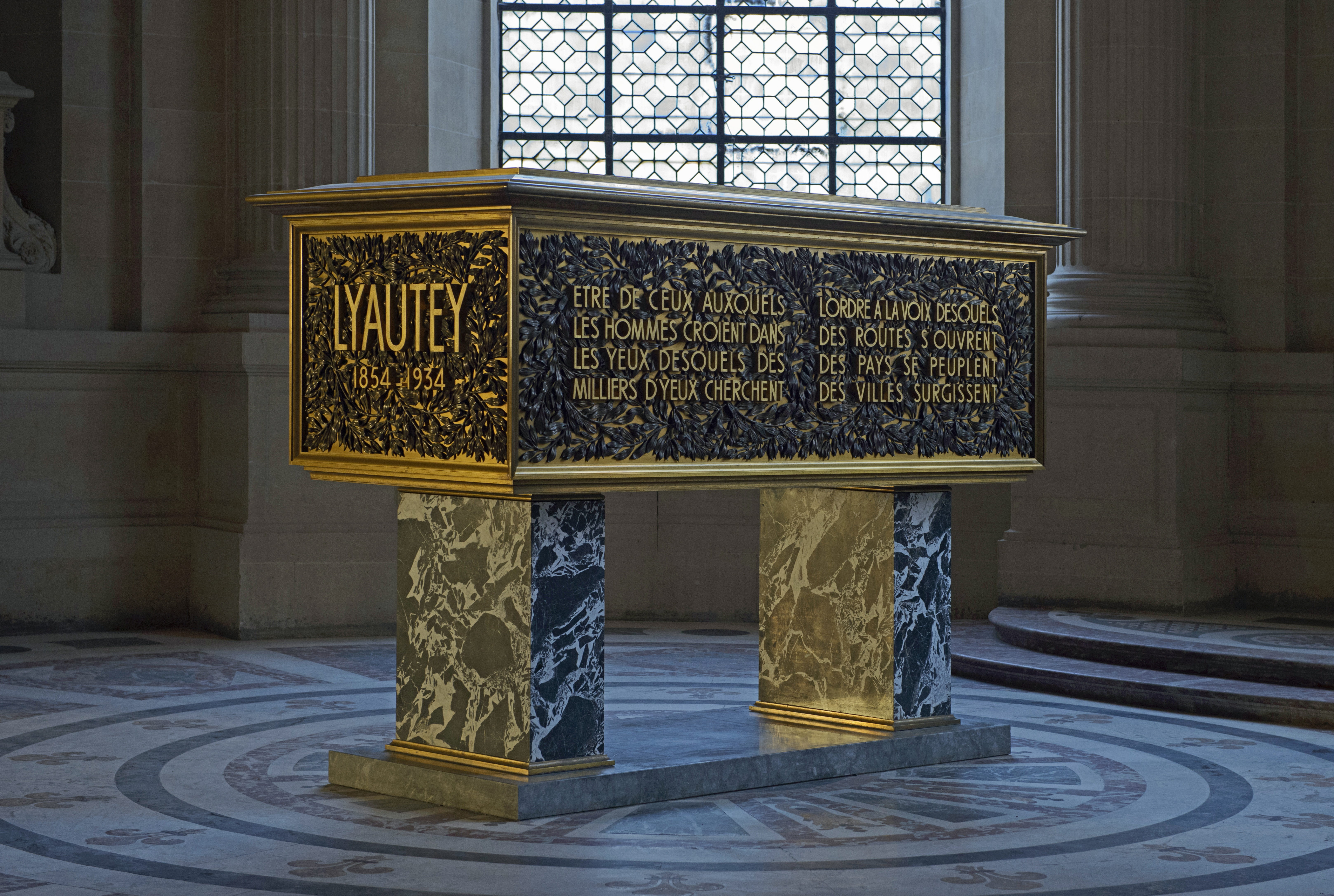
Tombeau de Lyautey aux Invalides.

- Louis Marin est élu président du conseil général de Meurthe-et-Moselle, et le restera jusqu'en 1952.
- Fermeture de la  Mine de Ludres[2]
- André Barbier, membre de l'Alliance démocratique, est élu député à la faveur d'une élection législative partielle en 1926 et conserve son siège jusqu'en 1932. Battu aux élections législatives de cette année, il patiente jusqu'en 1934 pour retrouver un siège de parlementaire, comme sénateur des Vosges.

- Janvier 1934 : manifestations de membres des Ligues lors de l'affaire Stavisky [3].
- 24 mai : les "bois de justice" arrivés la veille à Épinal servent à l'exécution de Gaston Philippot, condamné à mort le 7 mars 1934 pour avoir tué une demoiselle Mathieu dans sa ferme. Il rendait régulièrement visite à cette personne qui lui donnait des subsides[4].
- 3 juin : Louis Gaillemin est élu député de la circonscription de Remiremont - une circonscription rurale très catholique et patriote, à l'occasion d'une élection partielle à la suite du décès de Camille Amet, avec 74,5 % des suffrages exprimés. Dans sa profession de foi, il se réclame de son prédécesseur et de Doumergue, se présente comme "un républicain attaché aux institutions", comme "un libéral ennemi de tout sectarisme" - et donc, implicitement, comme hostile au laicisme de la gauche - et comme un "national", "soucieux de l'amour sacré de la Patrie" et partisan de "l'union de tous les bons citoyens pour assurer la sécurité complète de nos frontières".
- 5 juillet : la 3e étape du tour de France arrive à Metz. Le départ avait été donné à Charleville[5].
- 6 juillet : le tour de France part de Metz en direction de Belfort[5].
- 2 août : obsèques solennelles d' Hubert Lyautey à Nancy[1].
- 19 août : inauguration du monument de Lorraine près de Charmes en présence du président de la République de l'époque, Albert Lebrun, ainsi que du maréchal Pétain, ministre de la guerre[6],[7],[8],[9].
- Décembre : plus doux mois de décembre à Nancy. La moyenne maximale s'est élevée à 8,9 °C (inséré en 2017)
- 2 décembre : Christian Chambosse  découvre la Grotte des Puits à Pierre-la-Treiche[10].

## Inscriptions ou classement aux titre des monuments historiques
- Château de Montaigu[11] à Jarville-la-Malgrange.

## Naissances

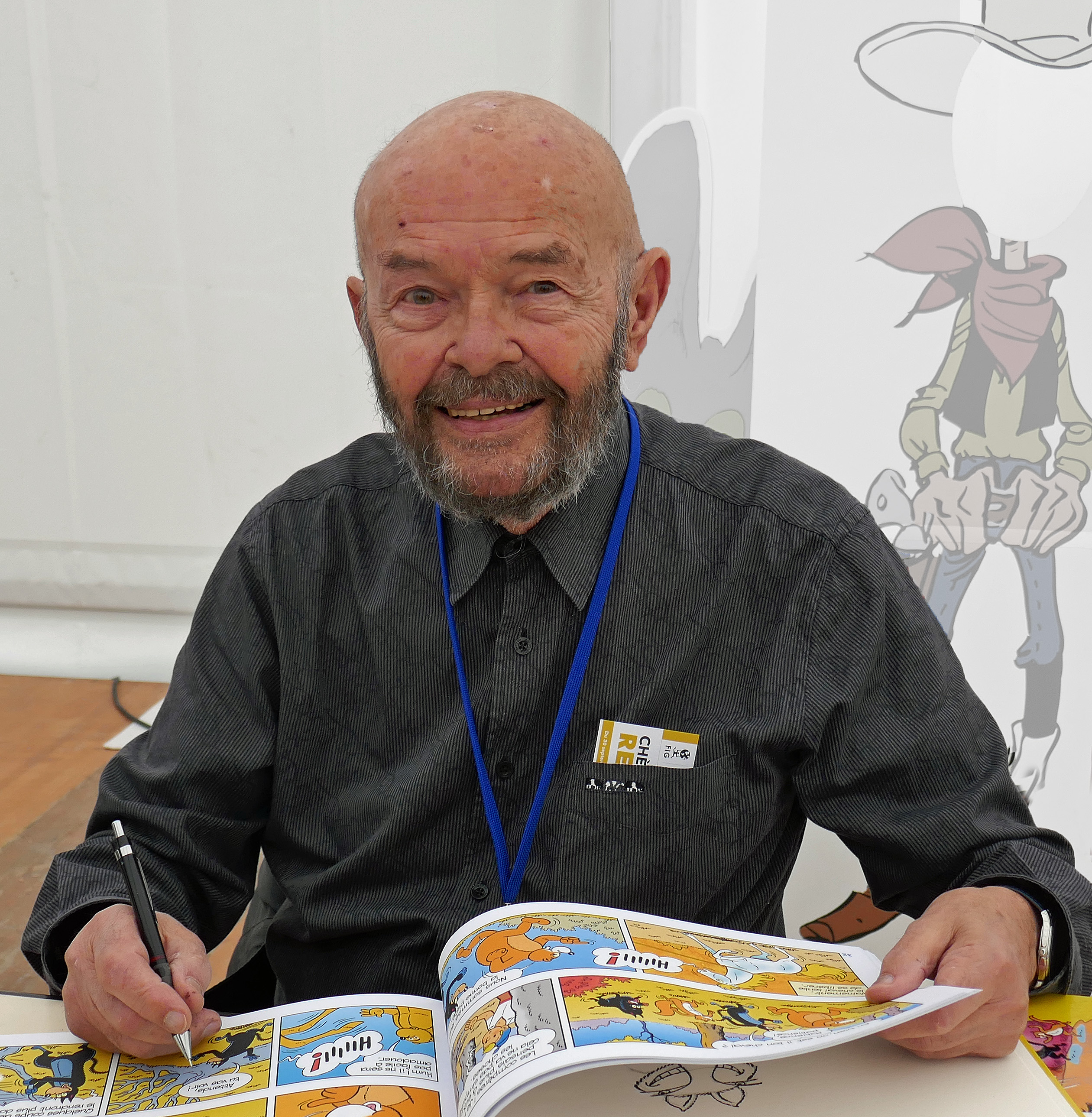
Claude Dubois en 2016.

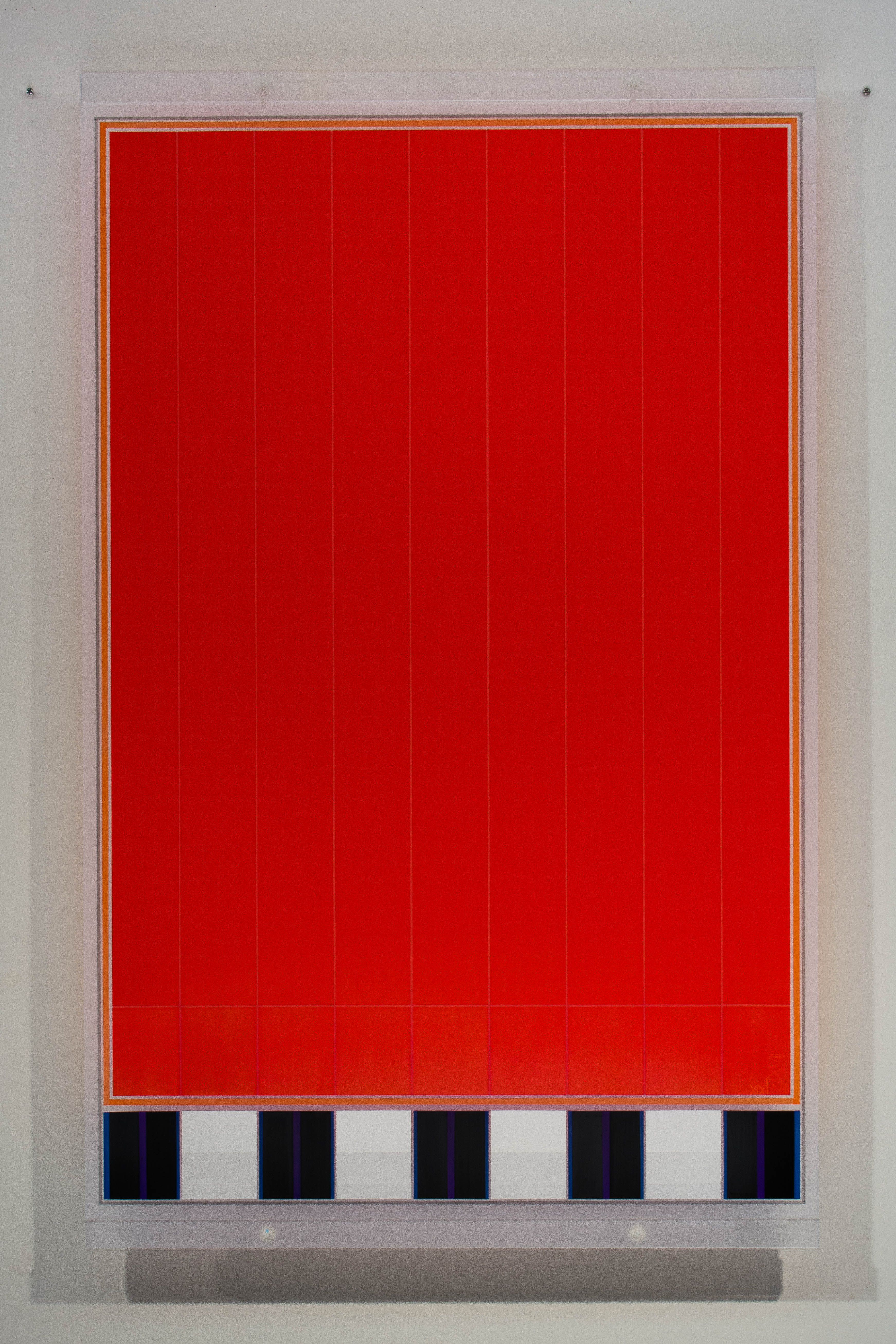
Portrait du Nom par Françoise Malaprade.

- 7 janvier à Béning-lès-Saint-Avold : Raymond Houselstein, mort dans cette même commune le 8 mars 2017[12], footballeur professionnel français.
- 23 janvier :
  - à Amnéville : Raymond Baratto, footballeur français, mort le 16 avril 2022 à Richemont[13]. Joueur de petit gabarit, il a évolué comme milieu de terrain au Stade de Reims dans les années 1950.
  - à Nancy : Chenz, pseudonyme de Jacques Chenard, technicien et auteur sur la photographie français, mort le 7 décembre 1991 dans le 19ème arrondissement de Paris[14].
- 24 janvier à Nancy : Bernard Vargaftig, poète français, mort le 27 janvier 2012 (à 78 ans) à Avignon.
- 15 avril à Mancieulles : Serge Masnaghetti, footballeur français.
- 23 avril à Villerupt : Pierre Dorsini, mort le 10 janvier 2023 à Castelginest[15], footballeur professionnel et entraîneur français.
- 8 mai à Hayange : Bernard Bellec, mort le 23 février 2023 à Niort[16], homme politique français, maire socialiste de Niort de 1985 à 2002.
- 17 mai à Nancy : Françoise Malaprade, artiste peintre, fille de Léon Malaprade.
- 18 mai à Moussey (Vosges) : Marcel Herriot, mort le 14 septembre 2017 à Saint-Dié-des-Vosges[17], ecclésiastique français, évêque de Verdun de 1987 à 1999 puis évêque de Soissons de 1999 à 2008.
- 21 juin à Blâmont : Claude Pair, mathématicien, informaticien et haut fonctionnaire français.
- 23 juin à Nancy : Pierre Loeb, peintre français.
- 4 juillet à Saint-Dié-des-Vosges : Maurice Houvion, entraîneur d'athlétisme français.
- 7 juillet à Anderny : Vinko Globokar, compositeur de musique contemporaine et tromboniste français d'origine slovène.
- 10 juillet à Piennes : Marcel Nowak, footballeur français, décédé le  23 décembre 1985. Il évoluait au poste de défenseur.
- 20 juillet à Saint-Dié-des-Vosges : Odile Vouaux, nageuse de 100 m nage libre.
- 25 août au Ban-Saint-Martin : Jean-Louis Giral, entrepreneur et homme politique français, mort le 29 septembre 2018 à Crans-sur-Sierre.
- 30 novembre : Benoît Allemane, comédien français[18].
- 5 décembre à Hayange : Roger Gauthier, homme politique français.
- 15 décembre à Nancy : Claude Dubois, mort le 21 décembre 2022[19],[20] à Vandœuvre-lès-Nancy, illustrateur et scénariste de bande dessinée français. Il est notamment l'auteur complet d'environ 95 albums de la série Sylvain et Sylvette entre 1959 et 1986.

## Décès

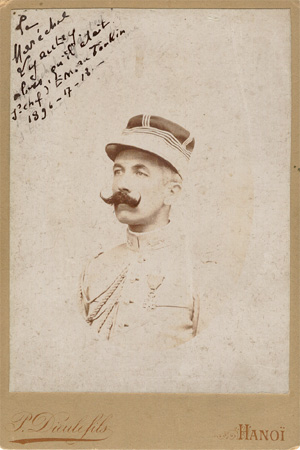
Lyautey au Tonkin en 1896

- 14 février à Laxou : Henry-Marie Boucher, né le 30 septembre 1857 à Nancy , médecin français.
- 12 mars à Remiremont : Camille Amet, né le 28 septembre 1870 à Jarménil (Vosges), homme politique français.
- 17 mars à Jarny : Georges Grandjean, homme politique français, né le 24 octobre 1874 à Conflans-en-Jarnisy.
- 1er avril à Bertrichamps : Édouard Retterer, né le 10 octobre 1851 à Muttersholtz, en Alsace, médecin et histologue français.
- 27 juillet à Thorey : Hubert Lyautey, né le 17 novembre 1854 à Nancy, militaire français, officier pendant les guerres coloniales, premier résident général du protectorat français au Maroc en 1912, ministre de la Guerre lors de la Première Guerre mondiale, puis maréchal de France en 1921, académicien et président d'honneur des trois fédérations des Scouts de France.
- 11 décembre à Nancy : Raoul Bachmann, pilote automobile français[21] ayant participé aux deux premières éditions des 24 Heures du Mans en 1923 et 1924.